# Schistochila macrodonta
Schistochila macrodonta  (лат.) — вид печёночных мхов семейства Schistochilaceae.

## Ареал
Встречается в Бутане и Китае (Юньнань). Его естественной средой обитания являются умеренные леса и субтропические или тропические сухие леса.
Площадь размещения меньше 500 км² с двумя локалитетами и возможные места обитания сокращаются. Поэтому он внесён в список МСОП, как вид, растущий на небольшой площади, имеющий тенденцию к снижению численности.